# Xanthophyllum eglandulosum
Xanthophyllum eglandulosum är en jungfrulinsväxtart som beskrevs av William Griffiths. Xanthophyllum eglandulosum ingår i släktet Xanthophyllum och familjen jungfrulinsväxter. Inga underarter finns listade i Catalogue of Life.